# Kanae Yamamoto (femme politique)
Pour les articles homonymes, voir Kanae Yamamoto (homonymie) et Yamamoto.
Kanae Yamamoto (山本香苗, Yamamoto Kanae), née le 14 mai 1971, est une femme politique japonaise, représentant le Kōmeitō à la Chambre des conseillers du Japon. Elle rejoint le gouvernement Abe III en 2014, au poste de vice-ministre de la Santé, du Travail et des Affaires sociales.

## Jeunesse et carrière pré-électorale
Yamamoto naît le 14 mai 1971 à Hiroshima, dans la préfecture du même nom. Elle déménage à Osaka, et termine ses études secondaires au lycée Kitano. Elle effectue ses études supérieures en lettres modernes à l'université de Kyoto, dont elle est diplômée en 1995. Elle rejoint le Ministère des Affaires étrangères japonais la même année, et déménage à Istanbul. Elle rejoint l'ambassade du Japon au Kazakhstan en 1998, puis travaille à la Division des relations publiques à l'étranger du Secrétariat du ministre des Affaires étrangères.

## Carrière électorale

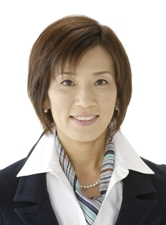
Yamamoto en 2007, lors de sa nomination au gouvernement Abe I.

En 2001, elle démissionne du ministère pour rejoindre le Kōmeitō, et se présenter aux élections à la Chambre des conseillers du Japon de la même année, sur la liste proportionnelle nationale. Elle est élue à l'issue de ce scrutin, et fait son entrée à la Diète du Japon. Elle préside en 2005 la commission de la Chambre des conseillers spécialisée sur les mesures à prendre en cas de catastrophe.
Elle est réélue en 2007, et rejoint le gouvernement Abe I au poste de secrétaire parlementaire chargée de l'Économie, du Commerce et de l'Industrie. En 2009, elle prend la tête de la commission de la Chambre des conseillers chargée des questions de consommation.
Elle est de nouveau réélue en 2013, lors des élections à la Chambre des conseillers du Japon de la même année, et est nommée toujours en 2013 secrétaire générale du Kōmeitō. En 2014, elle devient vice-ministre de la Santé, du Travail et des Affaires sociales dans le gouvernement Abe II, puis Abe III. Yamamoto est encore une fois réélue à son poste en 2019.
Elle annonce en 2023 vouloir briguer la seizième circonscription de la préfecture d'Osaka, à la suite du départ à la retraite du député actuel, Kazuo Kitagawa, lui aussi membre du Kōmeitō,. Elle se présente donc dans cette circonscription lors des élections législatives japonaises de 2024, après avoir démissionné de son poste à la Chambre des conseillers du Japon le 15 octobre 2024, mais elle perd le scrutin et quitte ainsi la Diète.

## Prises de positions
Yamamoto fait la promotion et soutient les Abenomics, politique économique japonaise promue par le premier ministre Shinzō Abe. Elle estime également que l'énergie nucléaire est nécessaire à la contribution énergétique japonaise. Elle souhaite également une révision de la constitution antimilitariste du Japon.
Elle se déclare opposée à la visite par les membres du gouvernement du sanctuaire Yasukuni, sanctuaire shinto, considéré par certains comme l'un des symboles nationalistes du Japon, mais également de son passé colonialiste. Elle estime en outre qu'il ne faut pas revenir sur la déclaration Murayama presentant excuses officielles du Japon pour les souffrances qu'il a infligées lors du XXe siècle.
Yamamoto lutte contre les discriminations faites aux femmes et milite pour une meilleure inclusion des femmes dans la vie politique japonaise.

## Vie privée
Yamamoto est mariée. Elle indique aimer nager pour se détendre.